# 大都會 (2001年電影)
《大都會》（日語：メトロポリス）是日本一部動畫電影，改編自手塚治虫出版於1949年的漫畫《大都會》，於2001年5月26日於日本首度上映。該漫畫的靈感也源於同名的德國黑白默片《大都會》，而動畫劇情更接近電影《大都會》。

## 概要
《大都會》製作週期約5年，總製作成本10億日元，總圖紙15萬張，此片由曾多次與手塚合作的動畫導演林太郎執導，劇本由阿基拉作者大友克洋編寫。柳瀨嵩和永井豪作為友情客串聲演。
在該部作品登場的人物設計，有意取自早期手塚塚治虫筆下人物的風格進行復刻，另一方面，出於“手塚應該對新興技術感興趣”的想法，製作團隊在該部電影中頻繁使用3DCG。

## 劇情
大都會是一個未來的城市，人類與機器人共存。但是機器人受到歧視，很多居民因失業，生活貧困，他們責怪機器人取代他們的工作。
雷德公爵是大都會的地下統治者，他監督巨大的摩天大樓傑古拉特完成，聲稱傑古拉特將讓人類在地球上進一步擴大其權力。一個機器人破壞傑古拉特的開幕式，隨後被馬杜克黨反機器人民團團長洛克擊殺。私家偵探俊作和他的侄子健一則前往大都會，準備逮捕瘋狂的科學家勞頓博士。
雷德公爵秘密聘請勞頓博士建造先進的機器人蒂瑪，準備讓她成為統治者，操作傑古拉特的武器。公爵的養子洛克為了阻止蒂瑪完成，殺死勞頓博士，並放火焚殺實驗室。
偵探俊作發現垂死的勞頓博士後，勞頓博士交給他一本筆記本。同時，健一於實驗室找到蒂瑪，然後他們落入下水道。健一與蒂瑪無意間遭遇到洛克，為了逃離洛克的追殺，健一與蒂瑪認識底層居民亞特拉斯。亞特拉斯計畫發起革命，而大都會總統和市長嘗試藉此推翻雷德公爵的控制。然而，總統最高軍事指揮官庫賽將軍反叛，並殺死總統。雷德公爵加強警戒，鎮壓革命，革命領導人亞特拉斯被殺死。在起義失敗後，健一遭到公爵逮補，蒂瑪被雷德公爵帶回。洛克則被拔除反機器人民團團長一職。
洛克誘使蒂瑪離開房間，但是之後遭到偵探俊作襲擊，偵探俊作救出蒂瑪。之後雷德公爵發現偵探與蒂瑪行蹤。公爵告訴蒂瑪，她是一個“超人類”，注定要統治世界。然而，偽裝成女僕的洛克開槍射擊蒂瑪，蒂瑪的身體因此露出電路板，讓她得知自己的真實身分。
蒂瑪意識到她是一個機器人後，坐上寶座與傑古拉特合而為一，之後她下令對人類展開核攻擊作為報復。機器人開始攻擊雷德公爵，洛克不願自己的父親死在機器人手上，於是按下傑古拉特大樓的停止鍵，傑古拉特大樓於是開始毀滅。蒂瑪失去記憶後，試圖殺害健一。之後蒂瑪回復記憶後反問健一：「我是誰？」，最後蒂瑪從塔上墜落。
第二天早上，健一遇到一群機器人，它們發現一些蒂瑪的零件。俊作和許多其他倖存者撤離，健一則選擇留下重建城市，因為健一想創建一個人類與機器人能夠和平相處的城市。

## 登場人物
- 蒂瑪（井元由香配音，香港:朱妙蘭）
- 健一（小林桂配音，香港:周文瑛）
- 雷德公爵（石田太郎配音，香港:周永坤）
- 偵探伴俊作（富田耕生配音，香港:陳冠宏）
- 洛克（岡田浩暉配音，香港:羅偉傑）
- 勞頓博士（瀧口順平配音）
- 亞特拉斯（井上倫宏配音）
- 總統（池田勝配音）
- 庫賽將軍（古川登志夫配音）

## 製作
《大都會》糅合了傳統平面動畫與立體動畫技術。《大都會》製作期間為5年，總制作費為10億日圓，總作畫張數達到15萬張，興行収入是7.5億日圓。

## 原聲帶
《大都會》的配樂主要由新奧爾良風格的爵士音樂構成，藍調《St. James Infirmary Blues》 和主題曲《THERE'LL NEVER BE GOOD-BYE》。

### 主題曲
主題曲
《THERE'LL NEVER BE GOOD-BY》
作詞、演唱：minako "mooki" obata／作曲、編曲：本多俊之
插入曲
《I Can't Stop Loving Yo》（在片中的劇情高潮場景採用，這首歌並未收錄於電影原聲專輯中）
演唱：雷·查爾斯

## 評價
《大都會》獲得許多正面評價，於爛番茄60篇評論中獲得86%正面評價。該網站的評論指出，“儘管故事情節並不新鮮，《大都會》是一個令人瞠目的視覺享受。”。詹姆斯·卡梅隆的評論被用在《大都會》DVD封面。
影評人羅傑·艾伯特給予《大都會》四顆星的評價，認為《大都會》是史上最出色的動畫之一。這部電影被收錄在曾主持Podcast節目「吉卜力圖書館」（Ghibliotheque）、撰寫《吉卜力電影完全指南》的廣播人兼作家麥可．里德（英語：Michael Leader）和製片兼作家傑克．康寧漢（英語：Jake Cunningham）著作的《日本經典動畫指南》（英語：The Ghibliotheque Anime Movie Guide: The Essential Guide to Japanese Animated Cinema），做為介紹日本動畫歷史80年期間30名位導演與30部經典動畫的案例。

## 電視播出
中国大陆曾于2003年在CCTV6播出，在台灣曾在2003年於AXN播放，之後也在緯來電影台播放。

## 外部連結
- 官方网站 (US)
- 互联网电影数据库（IMDb）上《Metropolis》的资料（英文）
- . 日本電影資料庫.   [2007-07-21]. （原始内容存档于2020-11-15） （日语）.
- AllMovie上《Metropolis》的资料（英文）
- 爛番茄上《Metropolis》的資料（英文）
- Metacritic上《Metropolis》的資料（英文）
- Exhibition of the Metropolis anime at TezukaOsamu@World （页面存档备份，存于）
- Anime Prime report showing the cut picture （页面存档备份，存于）
- TezukaInEnglish.com: "Rock Holmes Transformation" - analytical essay treating the film （页面存档备份，存于）